# Nấm
Giới Nấm (tên khoa học: Fungi) bao gồm những sinh vật nhân chuẩn dị dưỡng có thành tế bào bằng kitin (chitin). Phần lớn nấm phát triển dưới dạng các sợi đa bào được gọi là sợi nấm (hyphae) tạo nên thể sợi (mycelium), một số nấm khác lại phát triển dưới dạng đơn bào. Quá trình sinh sản (hữu tính hoặc vô tính) của nấm thường là qua bào tử, được tạo ra trên những cấu trúc đặc biệt hay thể quả. Một số loài mất khả năng tạo nên những cấu trúc sinh sản đặc biệt và nhân lên qua hình thức sinh sản sinh dưỡng.
Những đại diện tiêu biểu của nấm là nấm mốc, nấm men và nấm lớn (nấm thể quả). Giới Nấm là nhóm sinh vật đơn ngành (monophyletic) mà có nguồn gốc hoàn toàn khác biệt với những sinh vật có hình thái tương tự như nấm nhầy (myxomycetes) hay mốc nước (oomycetes). Nấm có mối quan hệ gần với động vật hơn là thực vật, cho dù thế thì môn học về nấm, hay nấm học, lại thường được xếp vào thành một nhánh của môn thực vật học.
Trên Trái Đất, đa phần các nấm đều không thể nhìn thấy được bằng mắt thường, chúng sống phần lớn ở trong đất, chất mùn, xác sinh vật chết, cộng sinh hoặc ký sinh trên cơ thể động, thực vật và nấm khác. Vi nấm đóng 1 vai trò quan trọng trong hệ sinh thái, chúng phân hủy các vật chất hữu cơ và không thể thiếu được trong chu trình chuyển hóa và trao đổi vật chất. Một số loài nấm có thể nhận thấy được khi ở dạng quả thể, như nấm lớn và nấm mốc. Nấm được ứng dụng rất rộng rãi trong đời sống lẫn sản xuất. Nhiều loài được sử dụng trong công nghệ thực phẩm, sử dụng làm thức ăn hoặc trong quá trình lên men. Nấm còn được dùng để sản xuất chất kháng sinh, hoóc môn trong y học và nhiều loại enzym, ngày nay nhiều loại nấm được biết đến và sử dụng trong phòng chống nhiều loại bệnh hiểm nghèo như viêm gan, mỡ máu, đột quỵ, ung thư... Tuy vậy, nhiều loại nấm lại có chứa các chất hoạt động sinh học được gọi là mycotoxin, như ancaloit và polyketit-là những chất độc đối với động vật lẫn con người (gây buồn nôn, khó chịu, ngộ độc). Một số loại nấm được sử dụng để kích thích hoặc dùng trong các nghi lễ truyền thống với vai trò tác động lên trí tuệ và hành vi của con người. Vài loại nấm có thể gây ra các chứng bệnh cho con người và động vật, cũng như bệnh dịch cho cây trồng, mùa màng và có thể gây tác động lớn lên an ninh lương thực và kinh tế.

## Sự đa dạng
Nấm phân bố trên toàn thế giới và phát triển ở nhiều dạng môi trường sống khác nhau, kể cả sa mạc, nơi tập trung nồng độ muối cao hay có bức xạ ion hóa, cũng như trầm tích biển sâu. Đa phần nấm sống ở trên cạn, nhưng một số loài sống ở môi trường nước (như Batrachochytrium dendrobatidis - ký sinh và làm suy giảm số lượng động vật lưỡng cư toàn cầu). Nấm thủy sinh còn sống ở vùng nhiệt dịch đại dương. Nấm và vi khuẩn là những sinh vật phân giải chính có vai trò quan trọng đối với các hệ sinh thái trên cạn trên toàn thế giới. Dựa theo sự theo tỉ lệ giữa số loài nấm với số loài thực vật ở trong cùng một môi trường, người ta ước tính giới Nấm có khoảng 1,5 triệu loài. Khoảng 100.000 loài nấm đã được các nhà phân loại học phát hiện và miêu tả, tuy nhiên kích cỡ thực sự của tính đa dạng của giới Nấm vẫn còn là điều bí ẩn. Đa phần nấm phát triển dưới dạng các sợi đa bào gọi là sợi nấm, cấu tạo nên thể sợi (hay khuẩn ty), trong khi những loài khác thì lại phát triển dưới dạng đơn bào. Cho đến gần đây, nhiều loại nấm đã được miêu tả dựa trên những đặc điểm hình thái, như kích cỡ và hình dạng các bào tử hay quả thể, hay dựa trên khái niệm loài sinh vật với sự trợ giúp của các công cụ phân tử, như phương pháp Dideoxy, đã gia tăng mạnh cách thức và khả năng ước tính sự đa dạng của nấm trong phạm vi các nhóm phân loại khác nhau.

## Sinh thái

Nấm lỗ phát triển trên một cây ở Borneo

Dù không dễ thấy, nhưng nấm lại có mặt ở tất cả các môi trường trên Trái Đất và đóng một vai trò rất quan trọng trong hệ sinh thái. Cùng với vi khuẩn, nấm là sinh vật phân hủy chính ở hầu hết các hệ sinh thái trên cạn (và một số là ở dưới nước), bởi vậy nên chúng cũng có vai trò quan trọng các chu trình sinh địa hóa và ở nhiều lưới thức ăn. Khi sống hoại sinh hay cộng sinh, chúng phân hủy những vật chất hữu cơ thành những phân tử vô cơ, rồi sau đó những chất này sẽ được đồng hóa ở thực vật hay những sinh vật khác.

### Cộng sinh
Nấm có mối quan hệ cộng sinh với hầu hết tất cả các giới . Quan hệ của chúng có thể hỗ trợ hoặc đối nghịch nhau, hay với những nấm hội sinh thì không đem lại bất cứ lợi ích hay tác hại rõ ràng nào đối với vật chủ.

#### Với thực vật

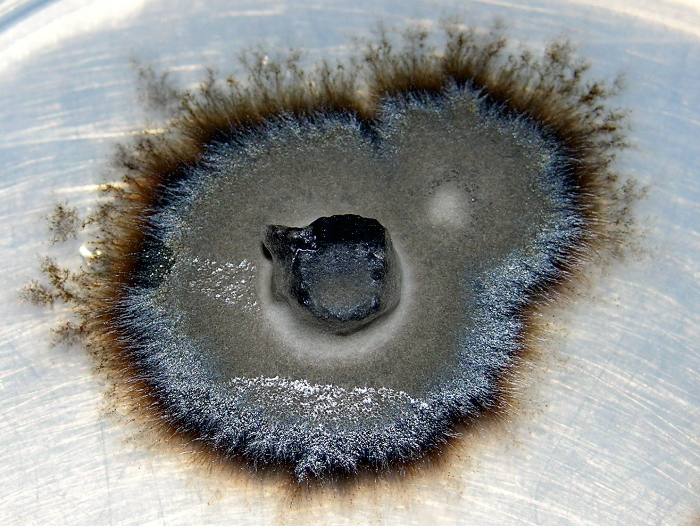
Một nấm rễ thạch nam tách từ Woollsia pungens

Nấm rễ là một hình thức cộng sinh giữa thực vật và nấm, chia làm hai loại: nấm rễ trong (endomycorrhiza, tức nấm ký sinh đơn bào sống bên trong tế bào rễ cây) và nấm rễ ngoài (ectomycorrhiza, tức rễ của nấm bám dày đặc xung quanh đầu rễ cây và xâm nhập vào giữa các tế bào rễ cây). Đây là quần hợp nấm-thực vật được biết nhiều nhất và đóng vai trò quan trọng trong quá trình phát triển của thực vật cũng như nhiều hệ sinh thái, hơn 90% các loài thực vật có quan hệ với nấm theo hình thức nấm rễ và phụ thuộc vào mối quan hệ này để tồn tại. Sự cộng sinh nấm rễ đã có lịch sử xa xưa, ít nhất là từ hơn 400 triệu năm về trước . Chúng thường làm tăng khả năng hấp thu các hợp chất vô cơ của thực vật, như nitrat và phosphat, từ những đất có nồng độ những nguyên tố thiết yếu thấp. Ở một số nấm rễ, thành phần nấm có thể đóng vai trò trung gian giữa thực vật với thực vật, vận chuyển carbohydrate và các chất dinh dưỡng khác. Những cộng đồng nấm rễ đó được gọi là "mạng lưới nấm rễ chung". Một số nấm có khả năng kích thích sự sinh trưởng của cây bằng cách tiết ra các hoóc môn thực vật như axít idolaxetic (IAA) .
Địa y là dạng cộng sinh giữa nấm (hầu hết các loài nấm nang và một số nấm đảm) với tảo hay vi khuẩn lam (gọi chung là đối tác quang hợp), trong đó những tế bào quang hợp được gắn vào những mô nấm . Giống với nấm rễ, những đối tác quang hợp sẽ cung cấp cacbohyđrat được tạo ra trong quá trình quang hợp, đổi lại nấm cung cấp cho chúng các chất khoáng và nước. Những chức năng của toàn bộ cơ thể địa y gần như giống hệt với một cơ thể đơn độc. Địa y là những sinh vật tiên phong và xuất hiện ở những nơi nguyên thủy như đá tảng hay nham thạch núi lửa đã nguội. Chúng có thể thích nghi cực tốt với những điều kiện khắc nghiệt như giá lạnh hay khô hạn và là những ví dụ tiêu biểu nhất của sự cộng sinh.
Một số loài nấm sống trong cây có thể tiết ra những độc tố nấm để ngăn cản những động vật ăn cỏ ăn vật chủ của chúng.

#### Với côn trùng
Nhiều côn trùng có mối quan hệ hỗ trợ với nhiều loại nấm. Vài loại kiến trồng những loài nấm thuộc bộ Nấm mỡ (Agaricales) để làm nguồn thức ăn chính, trong khi đó những loài bọ cánh cứng Ambrosia trồng nhiều loài nấm trong lớp vỏ cây mà chúng cư trú . Loài mối ở xavan châu Phi cũng được biết có khả năng trồng nấm .

#### Mầm bệnh và ký sinh

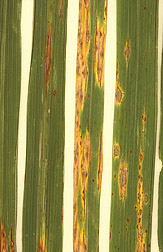
Bệnh đạo ôn ở lúa do Magnaporthe oryzae gây ra

Tuy vậy, nhiều loại nấm lại ký sinh trên con người, thực vật, động vật và nấm khác. Những loài nấm gây bệnh trên cây trồng có thể gây thiệt hại rộng lớn cho ngành nông nghiệp và lâm nghiệp, ví dụ như nấm đạo ôn (Magnaporthe oryzae) gây bệnh cho lúa, Ophiostoma ulmi và Ophiostoma novo-ulmi gây ra bệnh du Hà Lan, còn Cryphonectria parasitica là nguyên nhân của bệnh thối cây dẻ. Những loài gây bệnh cho cây thuộc các chi Fusarium, Ustilago, Alternaria và Cochliobolus, còn những loài có khả năng gây bệnh cho người lại thuộc các chi như Aspergillus, Candida, Cryptoccocus, Histoplasma và Pneumocystis . Chúng có thể gây ra những bệnh ngoài da ở người như nấm chân hay hắc lào cho đến những bệnh nguy hiểm có thể gây chết người như viêm màng não (nấm Cryptococcus neoformans) hay viêm phổi. Nấm gây ra nhiều bệnh cơ hội, tức những bệnh tấn công những người bị suy giảm miễn dịch , trong đó có những người bị HIV/AIDS , ví dụ như bệnh candidiasis (nấm Candida, gây ra chứng lở miệng ở trẻ em và âm đạo phụ nữ), histoplasmosis (Histoplasma capsulatum), cryptococcosis (Cryptococcus neoformans), aspergillosis (Aspergillus), coccidioidomycosis (Coccidioides immitis hay C. posadasii), viêm phổi pneumocystis (Pneumocystis jirovecii)... và rất nhiều bệnh khác.
Có khoảng 70 loài nấm sinh bào tử là những tác nhân gây dị ứng. Chúng có thể là nấm mốc trong nhà hay ngoài trời, đa phần là nấm sợi như các chi Alternaria, Asperillus, Cladosporium, Helminthosporium, Epicoccum, Penicillium, Fusarium..., chỉ có vài loài là nấm đơn bào như Candida, Rhodotorula, có một số loài là nấm lớn như Agaricus, Coprinus, Fomes, Ganoderma... Bào tử nấm có thể gây ra những chứng như hen suyễn, viêm mũi dị ứng, các bệnh nấm dị ứng phế quản phổi và viêm phổi quá mẫn.

### Săn mồi
Một số loài nấm là những kẻ săn giun tròn. Chúng có thể biến đổi sợi nấm để tạo thành những cấu trúc đặc biệt có chức năng bẫy giun tròn, nên được gọi với tên chung là nấm bẫy mồi. Những loại bẫy thường thấy là: mạng dính (hay lưới dính), bọng dính, vòng không thắt, cột dính, vòng thắt và bào tử dính. Các loài nấm bắt mồi theo kiểu này thường thuộc các chi Arthrobotrys, Dactylaria, Dactylella và Trichothecium. Có vài loài như Zoopage phanera thì lại tiết chất dính ra toàn bộ mặt ngoài sợi nấm và cũng có khả năng bẫy mồi tương tự.

### Dinh dưỡng và khả năng tự dưỡng
Sự phát triển của nấm dưới dạng sợi nấm ở những môi trường rắn cũng như dưới dạng đơn bào ở môi trường nước, đều được điều chỉnh để hút các chất dinh dưỡng hiệu quả nhất từ môi trường, bởi chúng đều có tỉ lệ diện tích bề mặt trên thể tích cao. Sự thích nghi hình thái đã được bổ sung bởi những enzym thủy phân trong những môi trường tiêu hóa có phân tử hữu cơ lớn, như polysaccarit, protein, lipid và những chất nền dinh dưỡng khác. Những phân tử này bị thủy phân thành những phân tử nhỏ hơn, sau đó trở thành những chất dinh dưỡng được hấp thụ vào tế bào nấm.
Thông thường nấm được coi là những sinh vật dị dưỡng, tức những cơ thể chỉ có thể lấy cacbon từ những sinh vật khác cho quá trình trao đổi chất. Tuy nhiên, nấm đã tiến hóa khả năng chuyển hoá mà cho phép chúng sử dụng đa dạng những loại chất nền hữu cơ để phát triển, bao gồm các hợp chất đơn giản như nitrat, amonia, acetat hay ethanol. Những nghiên cứu gần đây cho thấy khả năng rằng nấm đã sử dụng sắc tố melanin để lấy năng lượng từ những phóng xạ ion hóa, như tia gamma, gọi nôm na là "vô tuyến dưỡng". Người ta cho rằng quá trình này có điểm tương đồng với quá trình quang hợp ở thực vật Tuy nhiên, hiện nay đang thiếu những bằng chứng sinh hóa có giá trị ủng hộ cho giả thuyết này.

## Vai trò đối với con người

### Chế biến thực phẩm

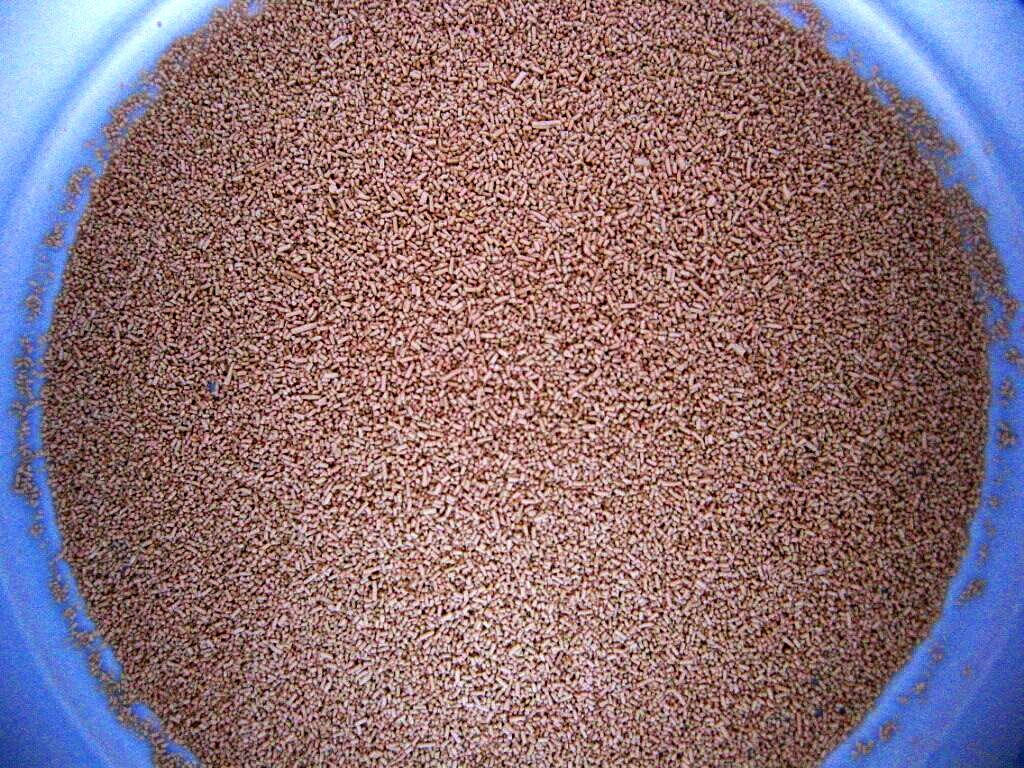
Nấm men khô, dạng kết tinh của men được sử dụng thương mại

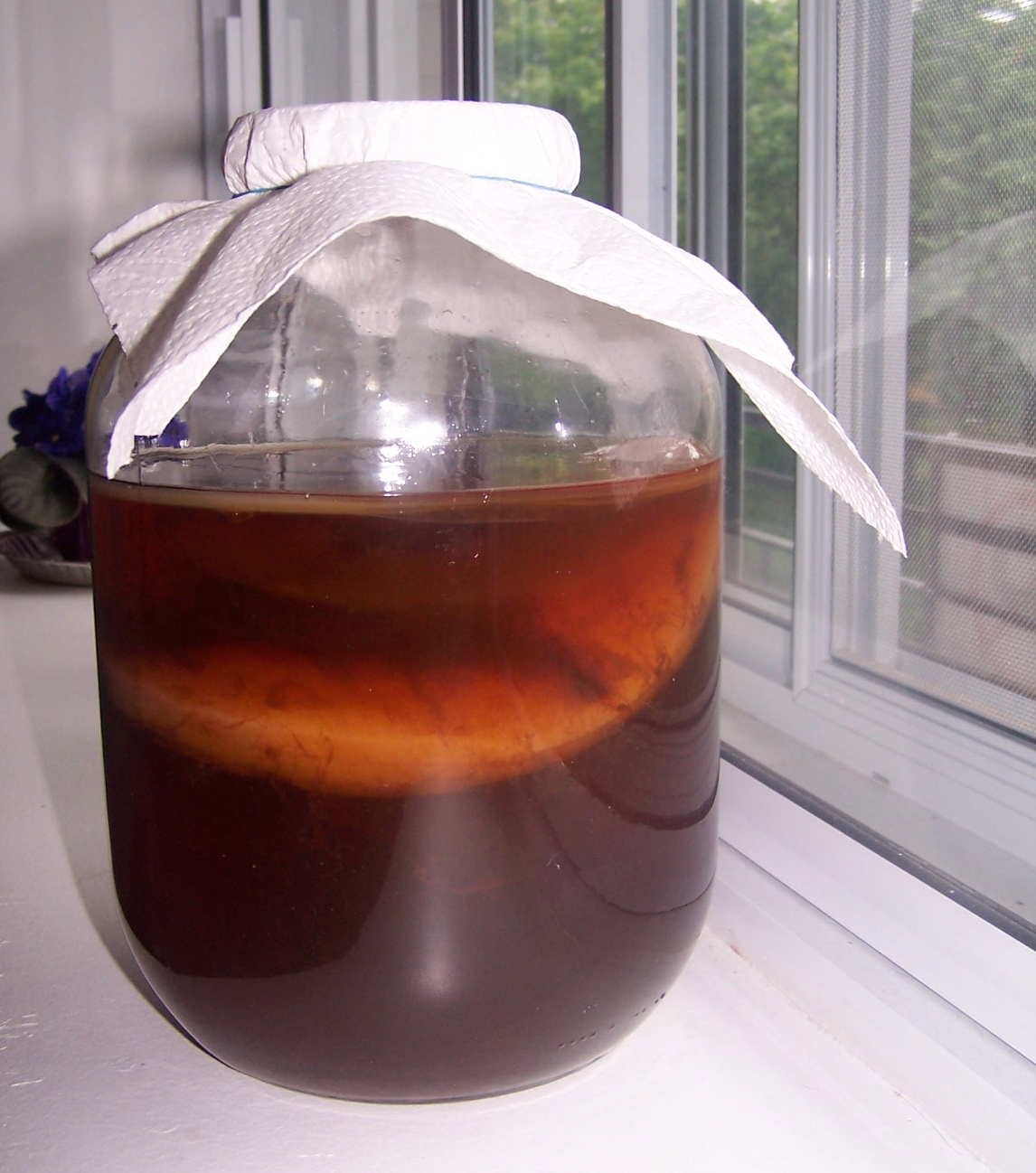
Bình Kombucha đang lên men

Nấm men bánh mì với loài chính là Saccharomyces cerevisiae, một nấm đơn bào, được sử dụng rộng rãi trong việc làm bánh mì và những sản phấm từ bột mì khác, như pizza hay bánh bao . Trong quá trình lên men rượu dưới điều kiện yếm khí, nấm men sẽ sản sinh ra rượu etanol và khí cacbonic (CO2) có vai trò làm nở bột mì. Một số loài nấm men của chi Saccharomyces cũng được sử dụng để sản xuất đồ uống có cồn, như bia hay rượu vang thông qua quá trình lên men rượu. Nấm men và vi khuẩn acetic được sử dụng trong quá trình chuẩn bị Kombucha, một loại trà ngọt lên men. Những loại men tìm thấy trong trà rất đa dạng, như Brettanomyces bruxellensis, Candida stellata, Schizosaccharomyces pombe, Torulaspora delbrueckii và Zygosaccharomyces bailii. Ngoài ra, Vegemite và Marmite, những chiết xuất nấm men, đã được sử dụng rộng rãi làm gia vị để chế biến thức ăn trong đời sống.

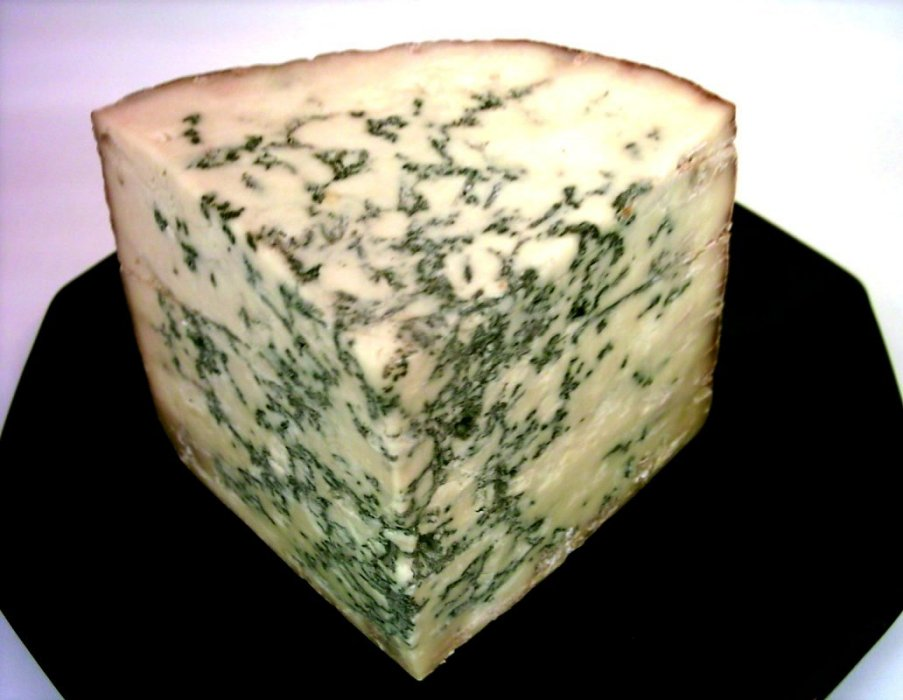
Vân xanh pho mát Stilton với nấm Penicillium roqueforti.

Một số loài nấm sợi thường được sử dụng để sản xuất sinh khối protein. Mốc Aspergillus oryzae được sử dụng rộng rãi ở nhiều nước, như sản xuất nước tương (xì dầu), súp miso và rượu sake ở Nhật Bản hay làm tempeh ở Java. Mốc hoa cau được dùng để sản xuất tương, loại thực phẩm phổ biến ở Việt Nam, cũng chính là A. oryzae, tuy nhiên tương sản xuất thủ công lại có độ an toàn không cao, bởi những loại mốc tốt và không độc như A. oryzae và Aspergillus sojae lại rất dễ lẫn lộn với những loại mốc nguy hiểm có độc tố gây ung thư khác là A. flavus và A. parasiticus. Quorn là loại thực phẩm giàu protein được sản xuất từ mốc Fusarium venenatum, và được dùng trong việc chế biến đồ ăn chay. Nhiều loại thực phẩm khác cũng được chế biến bởi mốc như chao (ủ nhờ mốc Actinomucor elegans, Mucor racemosus hay Rhizopus), ang-kak (gạo lên men với mốc đỏ Monascus purpureus), salami (một loại xúc xích, lên men nhờ P. nalgiovense, P. chrysogenum). Trong sản xuất pho mát, một kinh nghiệm thông thường là cấy bào tử nấm vào sữa đông để tạo mốc, việc này sẽ cho ra hương vị và kết cấu đặc biệt độc nhất của pho mát. Ở những loại pho mát xanh, như Stilton hay Roquefort, thì những vân xanh được tạo ra bởi loài nấm Penicillium roqueforti.

### Nấm ăn và nấm độc

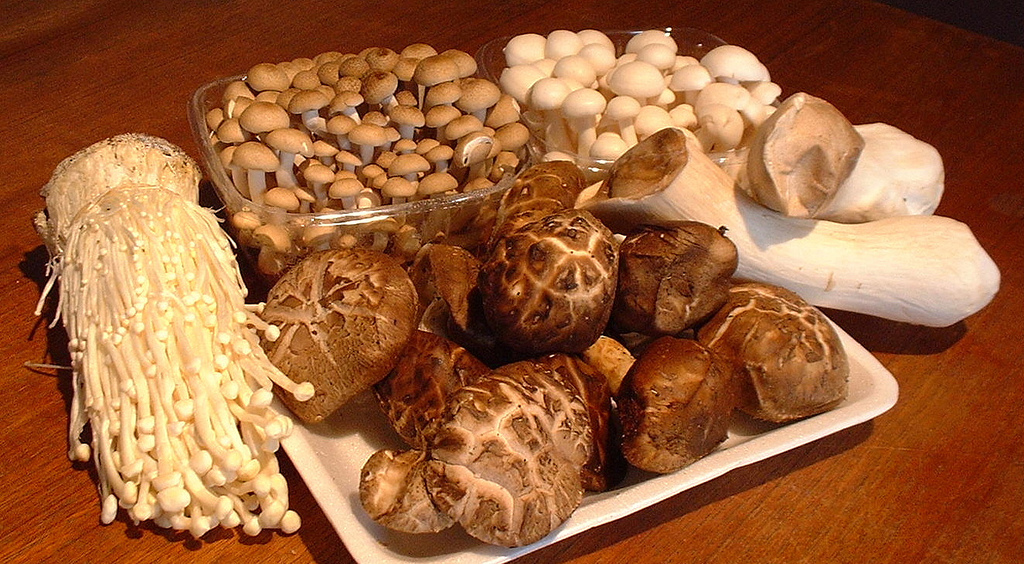
Những loại nấm châu Á, từ trái qua phải: nấm kim châm, buna-shimeji, bunapi-shimeji, nấm sò vua và nấm hương

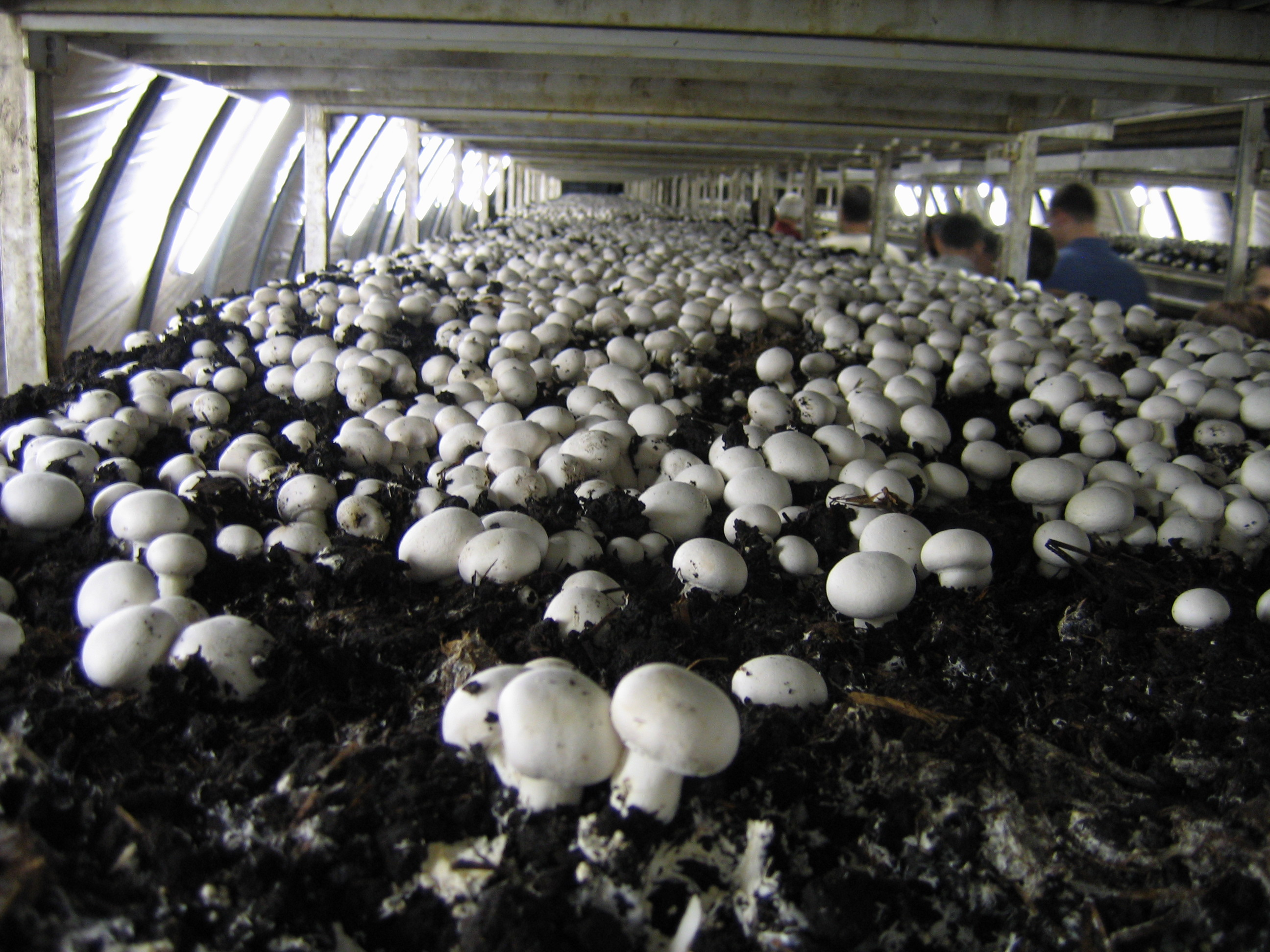
Nấm mỡ được trồng tại một trang trại ở Hungary

Những loài nấm quả thể được biết đến với hai dạng: nấm ăn được và nấm độc. Nấm ăn được sử dụng rộng rãi làm thực phẩm, chúng có thể sử dụng trong rất nhiều món ăn, ở nhiều nền ẩm thực khác nhau. Nấm là thực phẩm có giá trị dinh dưỡng cao, có độ đạm cao và ít chất béo, chứa nhiều vitamin nhóm B và C. Dù nấm không phải là nguốn vitamin D đáng kể, nhưng hàm lượng vitamin D có thể tăng lên khi được phơi với ánh sáng (nhất là tia cực tím) dù điều này làm thẫm lớp vỏ của chúng. Nấm cũng chứa nhiều nguyên tố vi lượng, như sắt, seleni, natri, kali, magnesi và phosphor.
Những loại nấm ăn được thường xuyên bày bán ở các chợ và siêu thị đều được trồng ở các trang trại nấm. Loại nấm phổ biến nhất là nấm mỡ (Agaricus bisporus), được trồng ở ít nhất 70 quốc gia trên thế giới. Những dạng khác của A.bisporus là portabella và nấm mũ (crimini) cũng được trồng thương mại. Nhiều loại nấm châu Á cũng được trồng và tiêu thụ rộng rãi là nấm rơm (Volvariella volvacea), nấm hương (Lentinula edodes), nấm sò (Pleurotus ostreatus), mộc nhĩ (Auricularia auricula-judae), enokitake (nấm kim châm, Flammulina) và nấm múa (Grifola frondosa).

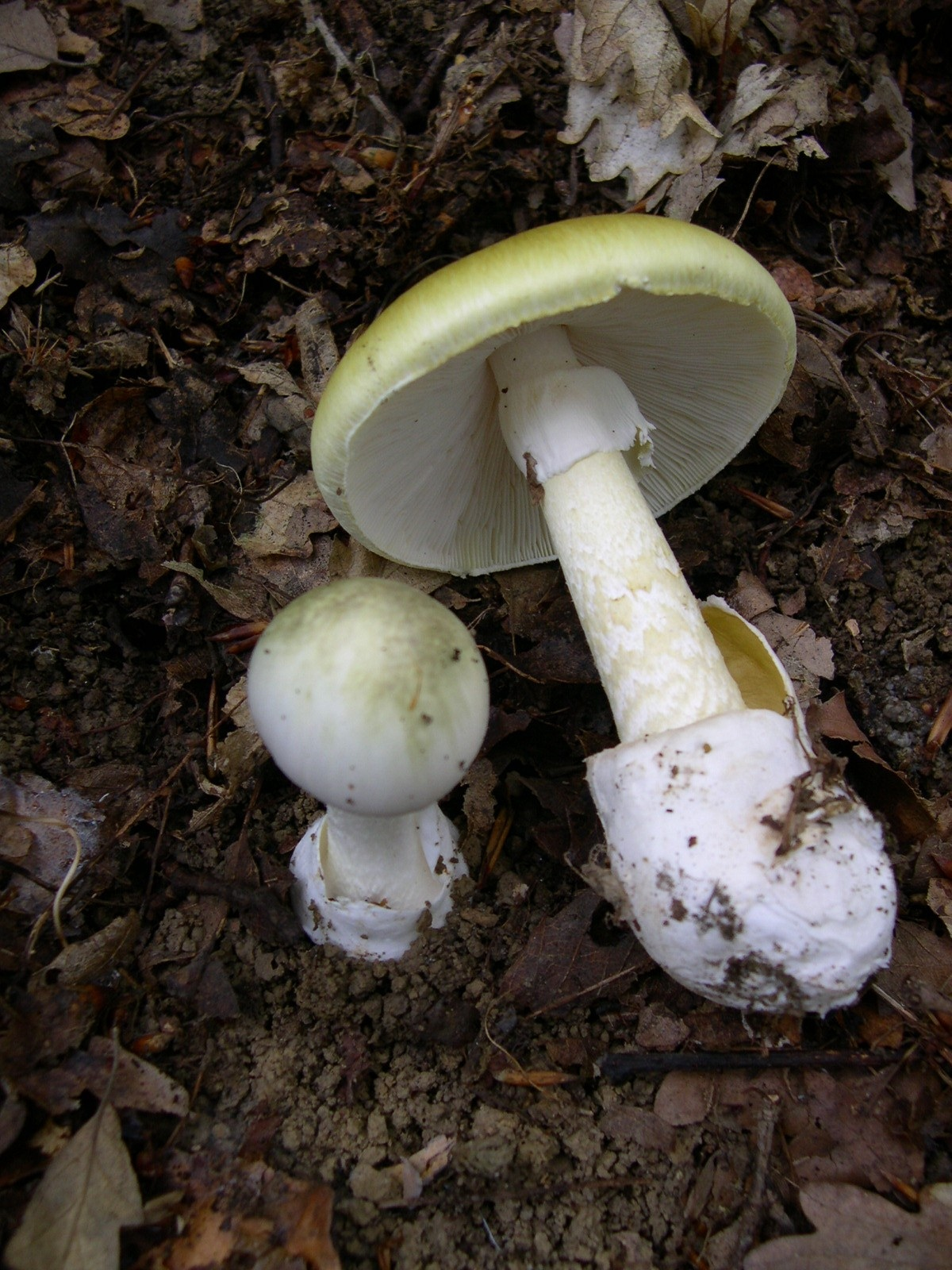
Nấm tử thần Amanita phalloides

Có nhiều loại nấm được thu hoạch từ tự nhiên để cho cá nhân hay để bán như nấm sữa (Lactarius deliciosus), nấm nhăn (nấm bụng dê, Morchella), nấm mồng gà (Cantharellus), nấm cục (Tuber), nấm kèn đồng (Cantharellus) và nấm thông (Boletus edulis), chúng thường đắt tiền và dành cho những người sành ăn. Hái nấm là hoạt động phổ biến ở nhiều vùng của Châu Âu và tây bắc Hoa Kỳ. Tuy nhiên những người đi hái nấm phải rất chú trọng về việc phân biệt nấm ăn và nấm độc. Có nhiều loại nấm đặc biệt độc đối với con người, độc tính của nấm có thể nhẹ và gây ra bệnh tiêu hóa hay dị ứng cũng như ảo giác, nhưng cũng có thể đủ mạnh để gây liệt các cơ quan và chết người. Có khoảng 10.000 loại nấm thịt, trong đó có một nửa là ăn được và 100 loài có độc tố cao. Những loại nấm gây chết người thuộc về các chi Inocybe, Entoloma, Hebetoma, Cortinarius và nổi tiếng nhất là Amanita. Những loài thuộc chi cuối như "thiên thần hủy diệt" A. virosa hay nấm tử thần A. phalloides là những loại nấm độc chết người thông dụng nhất. Loại nấm moscela giả (Gyromitra esculenta) khi nấu chín là một thức ăn ngon, nhưng lại độc khi ăn sống. Nấm Tricholoma equestre đã từng được cho là ăn được cho đến khi nó bị phát hiện là gây ra bệnh Rhabdomyolysis (hủy hoại cơ bắp).

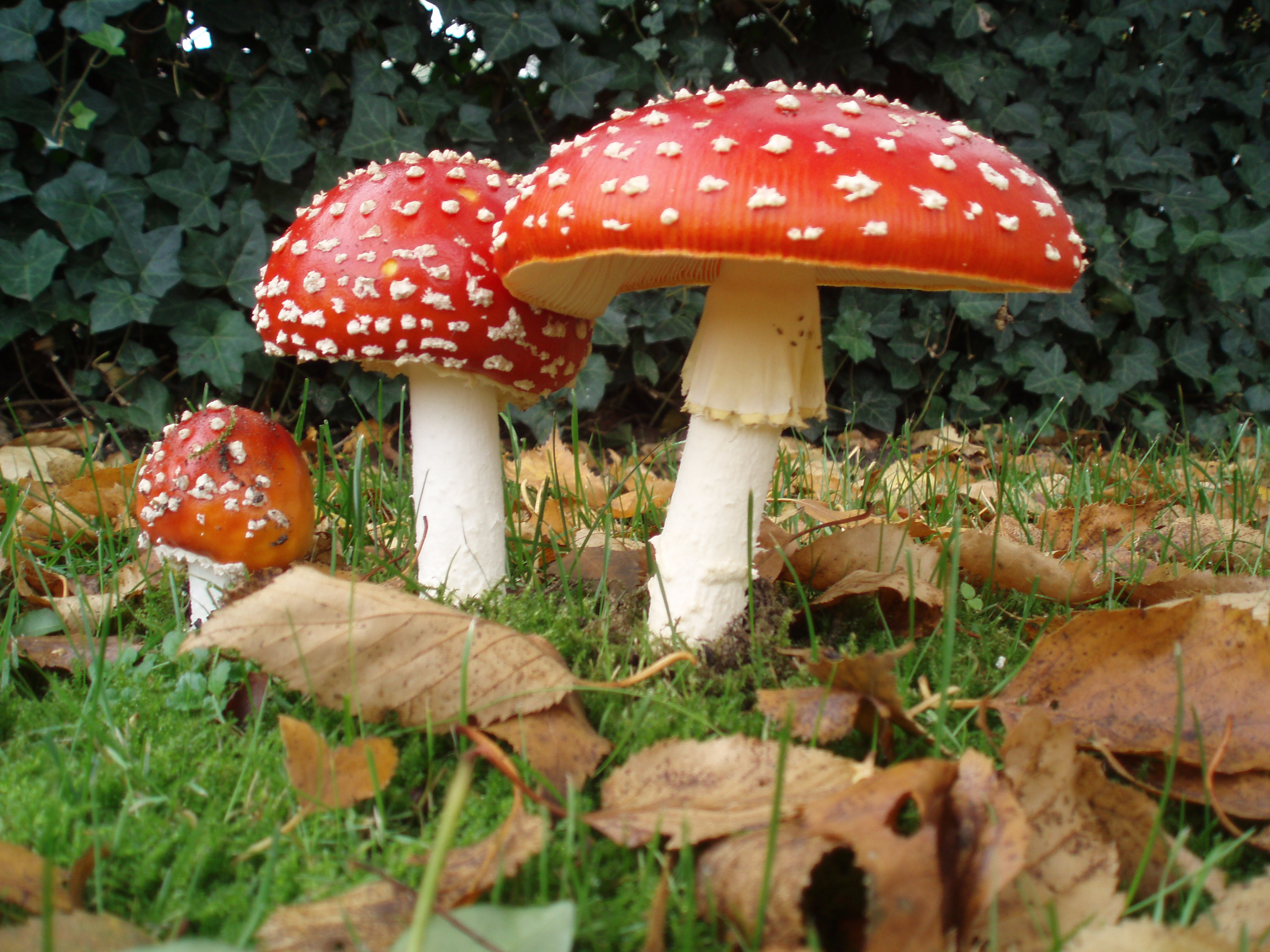
Loài nấm gây ảo giác Amanita muscaria

Nấm màu đỏ Amanita muscaria gây độc không thường xuyên, khi ăn vào nó có thể trở thành loại thuốc kích thích và sinh ảo giác. Trong lịch sử, những tu sĩ cổ đại người Celt ở Bắc Âu và người Koryak ở Siberi đã sử dụng loại nấm này với mục đích tôn giáo và làm phép. Cũng có nhiều loài nấm gây ảo giác khác, chúng được gọi là "nấm ma thuật", "mush" hoặc "shroom", thuộc nhiều chi khác nhau như Psilocybe, Panaeolus, Gymnopilus, Copelandia, Conocybe... Chúng có thể tác động lên trí tuệ và hành vi của con người, tạo cảm giác hư ảo hưng phấn, và cũng có vai trò trong việc chữa trị truyền thống ở một số địa phương.
Để phân biệt được nấm ăn được và nấm độc thì có nhiều kinh nghiệm cùng với các cơ sở nghiên cứu: không ăn nấm sặc sỡ, có mùi hắc, không ăn nấm quá non hay quá già, không ăn nấm có chảy sữa... Tuy nhiên có rất nhiều trường hợp ngoại lệ, như có nấm độc có màu sắc và hình dạng giống nấm thường. Vì thế rất khó để có thể nhận biết được nấm an toàn và nấm độc nếu không có đủ kinh nghiệm và kiến thức, và lời khuyên tốt nhất là hãy coi tất cả nấm ở trong rừng là nấm độc và bỏ qua nó.

### Dược liệu và chiết xuất
Nhiều loại nấm ăn đã được sử dụng trong y học truyền thống hàng ngàn năm nay. Những loại nấm như nấm múa, nấm hương (đông cô), nấm chaga, nấm linh chi... đã được tập trung nghiên cứu bởi khả năng chống ung thư, chống virus và tăng cường hệ miễn dịch của chúng. Loài nấm Đông trùng hạ thảo (Cordyceps sinensis) được coi là một dược liệu quý hiếm và đã được sử dụng ở Trung Quốc từ lâu . Loài nấm cổ linh chi (Ganoderma applanatum) cũng từng được coi là một "thần dược" ở Việt Nam, mặc dù không có bằng chứng cụ thể nào về khả năng trị bệnh của nó . Psilocybin và LSD, những chất gây ảo giác được chiết xuất từ nấm, có thể dùng để chữa các bệnh về tâm thần, như chứng rối loạn ám ảnh cưỡng chế (OCD), và cũng được dùng (với lượng nhỏ) để chấp dứt những cơn nhức đầu hàng loạt (cluster headache) hay đau nửa đầu. LSD mạnh gấp 100 lần psilocybin , được tổng hợp vào năm 1938, và là một loại ma túy quen thuộc.

Công thức hóa học Penicillin

Trong số 12.000 loại kháng sinh được biết năm 1995 có khoảng 22% được sản xuất từ nấm sợi. Trong số đó, kháng sinh Penicillin, được Alexander Fleming tổng hợp từ nấm Penicillium chrysogenum vào năm 1928, được sử dụng rất rộng rãi trong chữa trị y học thế kỷ XX. Chúng có thể chữa được các bệnh vi khuẩn như bạch hầu, viêm phổi, viêm màng não, hôi miệng, giang mai, lậu và kể cả vi khuẩn Staphylococcus gây ra nhiễm trùng huyết . Một loại kháng sinh β-lactam phổ biến khác, Cephalosporin, cũng được tổng hợp năm 1948 từ nấm Cephalosporium acremonium.
Áp dụng công nghệ DNA tái tổ hợp, nhiều gen đã được chuyển vào những loại nấm như nấm men S. cerevisiae, Pichia pastoris, Schizosaccharomyces pombe, Kluyveromyces lactis, Candida albicans, Hansenula polymorpha, Yarrowia lipolytica.. và nấm sợi Aspergillus niger, A. nidulans, A. oryzae, Neurospora crassa, Trichoderma reesei... với mục đích sản xuất công nghiệp. Nhờ khả năng phát triển nhanh, chúng được nuôi trồng và cho ra nhiều loại sản phẩm protein đa dạng giá trị rất lớn trong y học như insulin, vắc-xin viêm gan B, interferon, nhân tố tăng trưởng biểu bì, hemoglobin người, superoxide dismutase, interleukin... Ngoài ra các nấm chuyển gen cùng với các vi khuẩn còn những nguồn chính cho các enzym sử dụng trong công nghệ thực phẩm.
Việc nuôi cấy nấm men trong sản xuất công nghiệp ngoài những sản phẩm có được do chuyển gen, còn có rất nhiều sản phẩm khác sử dụng trong thực phẩm, dinh dưỡng và y tế như cồn, các acid hữu cơ (acid citric, acetic, lactic, malic, gluconic, fumaric, itaconic..), vitamin (β-carotene, riboflavin, acid béo thiết yếu), enzym (protease, amylase, glucoamylase, men dịch vị..), pullulan, các este, polysaccharide, lipid, glycolipid, các hoạt chất thứ cấp như kháng sinh, chất ức chế miễn dịch (Ciclosporin A từ Tolypocladium inflatum), chất làm giảm cholestrol (lovastatin, pravastatin), chất chống ung thư (Taxol), chất màu... và nhiều chất hóa học khác. Thậm chí những cellulase và xylanase mà nấm tiết ra còn được sử dụng trong sản xuất quần jeans stone-washed cũng như trong công nghiệp sản xuất giấy và bột giấy. Ngành công nghiệp nuôi cấy nấm đã trở thành một bộ phận quan trọng trong nền công nghiệp toàn cầu.

### Phục hồi sinh học
Thuật ngữ phục hồi sinh học bằng nấm (mycorestoration) đã được nhà nấm học Paul Stamets sử dụng trong cuốn sách Mycelium Running: How Mushrooms Can Help Save the World (Ten Speed Press, 2005) , trong đó ông nêu 4 dạng: lọc sinh học bằng nấm (mycofiltration), lâm nghiệp bằng nấm (mycoforestry), cải tạo sinh học bằng nấm (mycoremediation) và thuốc trừ sâu bằng nấm (mycopesticide). Về nấm được dùng làm thuốc trừ sâu sinh học, có thể xem ở điều khiển sinh học bằng nấm.
Cải tạo sinh học được hiểu là sử dụng các vi sinh vật, nấm hay cây xanh để đưa môi trường tự nhiên bị ô nhiễm trở về trạng thái ban đầu. Nấm tiết ra bên ngoài các enzym và axít có khả năng phân giải lignin và cellulose, hai thành phần chính của gỗ, và có cấu trúc tương tự với nhiều chất ô nhiễm hữu cơ. Một số loại nấm, đặc biệt là nấm mục trắng (Phanerochaete chrysosporium), có thể phân giải các chất độc hại cho môi trường như thuốc trừ sâu, thuốc diệt cỏ, pentachlorophenol, creosote, nhựa than đá và những nhiên liệu nặng thành CO2, nước và những nguyên tố cơ bản . Chúng có thể phân giải hay loại trừ các nguyên tố độc hại như chì, arsenic, caesi, cadmi, thủy ngân, những vũ khí và chất độc hóa học như thuốc nổ TNT, chất độc thần kinh VX và sarin. Những nghiên cứu gần đây cho thấy nấm có khả năng bao bọc urani vào trong những dạng khoáng.

#### Điều khiển sinh học

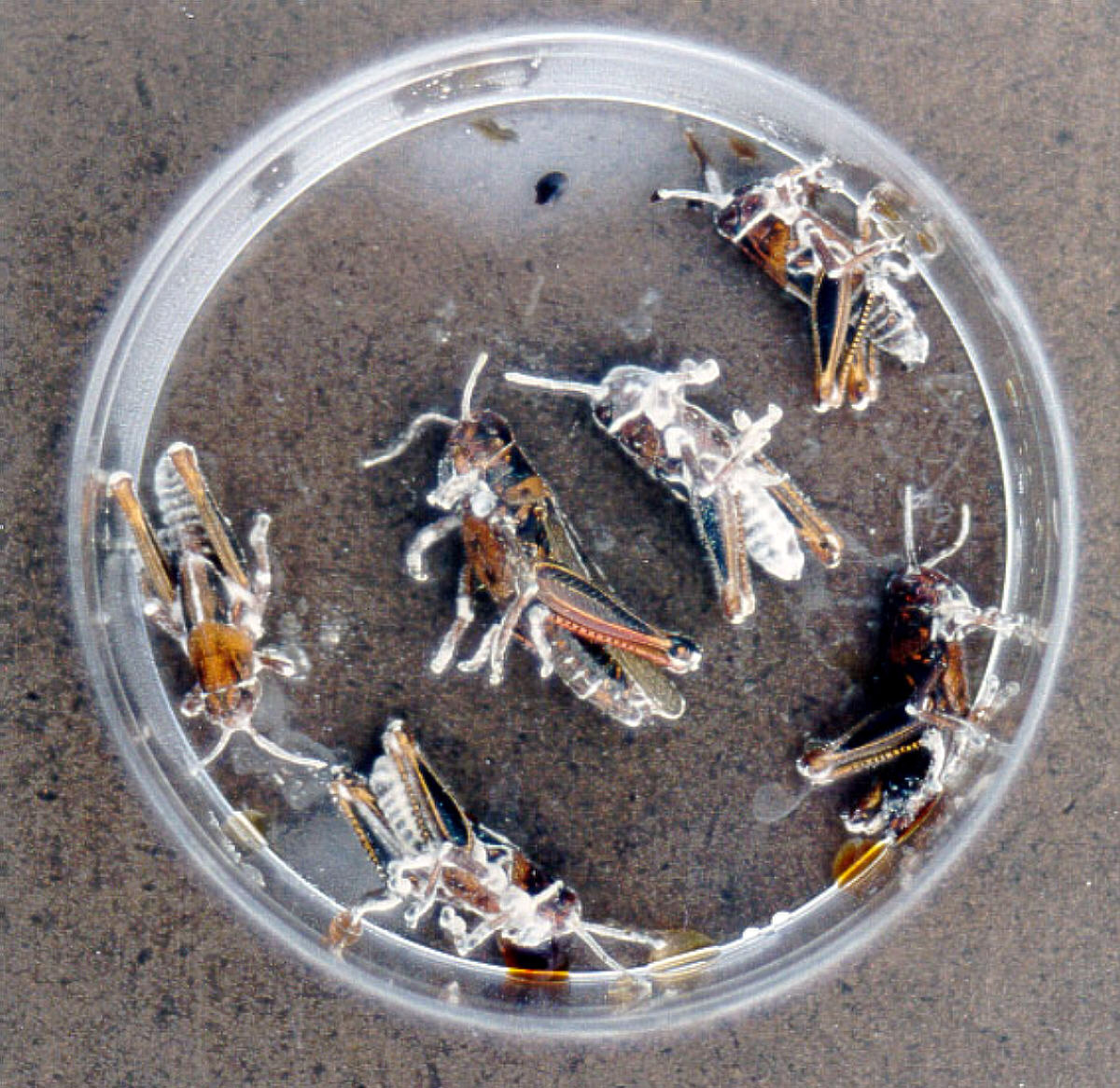
Châu chấu bị nấm Beauveria bassiana giết

Nấm rất tích cực trong cạnh tranh về dinh dưỡng và không gian với những sinh vật khác, thông qua định luật Gause (nguyên tắc ức chế cạnh tranh), và điều này đôi khi có lợi cho con người. Ví dụ, nấm có thể ngăn chặn sự tăng trưởng hay loại trừ kẻ thù nguy hiểm của thực vật và con người, như kiến đục gỗ, mối, châu chấu, muỗi, ve bét , cỏ dại, giun tròn hay nấm khác mà có thể gây hại cho mùa màng và nhà cửa . Khả năng điều khiển sinh học các loài gây hại cho nông nghiệp của nấm đã được quan tâm và ứng dụng thực tế. Loài nấm ký sinh côn trùng đã được sử dụng làm thuốc trừ sâu sinh học vì khả năng ký sinh và tiêu diệt côn trùng của chúng . Một số ví dụ về những nấm loại này là Beauveria bassiana, Metarhizium anisopliae, chi Hirsutella, chi Paecilomyces và Verticillium lecanii. Có ít nhất 14 loại nấm có khả năng chống rệp . Loài nấm thuộc chi Trichoderma cũng có khả năng ngăn chặn những loài nấm gây bệnh cho cây .
Những loài nấm sống trong cây thuộc chi Neotyphodium như N. coenophialum tiết ra các ancaloit có độc tính với các loài động vật ăn thực vật có xương sống hay không xương sống, mặc dù một số chất có thể độc với những loài gia súc như cừu . Đặc tính của các loại nấm này đã được sử dụng trong các chương trình gây giống cây, nhằm tăng khả năng chống chịu và phòng ngự của cây trồng với các loài ăn thực vật.

### Kẻ phá hoại

Mốc che phủ và thối rữa quả đào sau 6 ngày. Mỗi hình tương đương với sau 12 giờ.

Mặc dù có rất nhiều lợi ích, nhưng nấm cũng có không ít tác hại. Ngoài mầm bệnh và chất độc, nấm còn có thể là những kẻ phá hoại ghê gớm. Dưới điều kiện độ ẩm thích hợp, nấm mốc sẽ phát triển và sinh sôi trong các căn nhà. Chúng tiết ra các enzym và acid để phân huỷ các chất hữu cơ, do đó nên chúng có thể phá hoại áo quần, tranh vẽ, phim ảnh, đồ da, sáp, chất cách điện trên dây điện hoặc dây cáp, các chất phủ máy ảnh, máy quay phim và cả chất khởi động máy bay. Chúng là nguyên nhân phổ biến gây thối rữa thức ăn dự trữ, tạo ra những sản phẩm độc hại cho con người và làm suy giảm chất lượng không khí trong nhà. Người ta ước tính có khoảng 40% gia đình ở Mỹ có vấn đề với nấm mốc.
Bởi tính năng phân giải cellulose và lignin, nên nhiều loại nấm có thể phá huỷ hay làm mục gỗ ở nhà cửa và công trình xây dựng, gây thiệt hại lớn về kinh tế hàng năm. Có ba dạng nấm làm mục gỗ chính: mục khô (dry rot), mục ẩm (wet rot) và mục mềm (soft rot) dựa theo đặc điểm của gỗ bị mục. Ngoài ra còn có mục nâu (brown rot) - chuyên tấn công và phá hủy các loại quả hạch, như đào, lê, táo, mận - và mục trắng (white rot), dựa theo màu sắc gỗ mục. Những loài nấm phá huỷ gỗ phổ biến nhất là Serpula lacrymans, Coniophora putana, chi Antrodia, Phellinus Contiguous, chi Asterostroma... Để nhằm ngăn chặn quá trình này, một trong số các phương pháp là sử dụng điều khiển sinh học như dùng thông Pinus radiata hay kể cả loại nấm như Phlebiopsis gigantea.

### Lịch sử tiến hóa

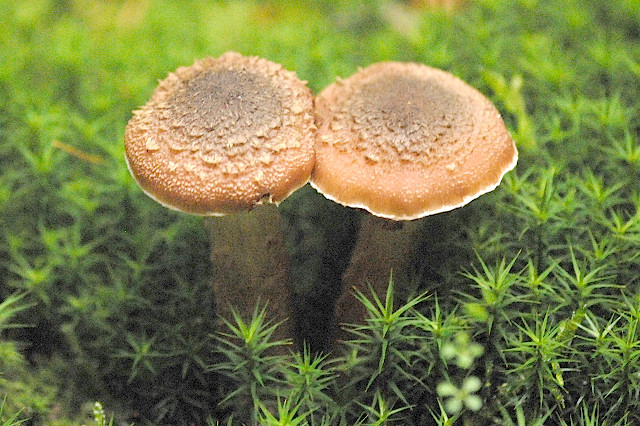
Nấm Armillaria ostoyae thuộc Basidiomycota. Cây nấm A. ostoyae được tìm thấy ở rừng quốc gia Malheur ở Oregon hiện tại là cây nấm lớn nhất thế giới theo diện tích bề mặt với khoảng 8.9 km² (2.200 mấu Anh) và hơn 2400 năm tuổi.

### Các nhóm phân loại

Một số hình ảnh về các ngành Nấm
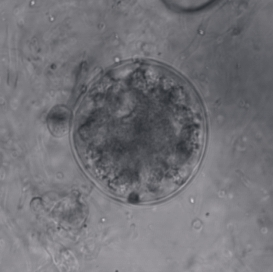
Tế bào nấm thuộc ngành Chytridiomycota
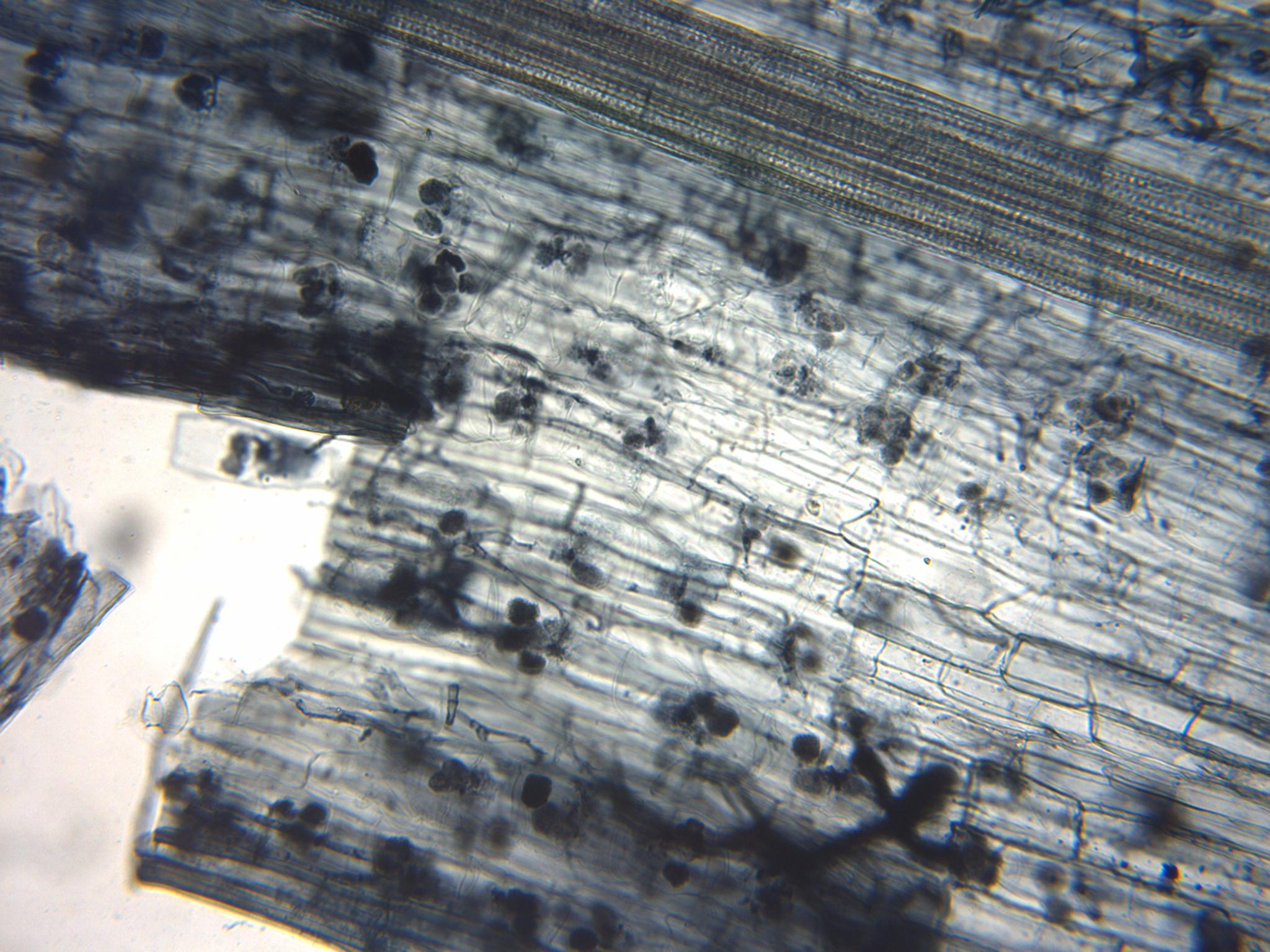
Sợi nấm rễ mút phân nhánh nhìn dưới kính hiển vi.
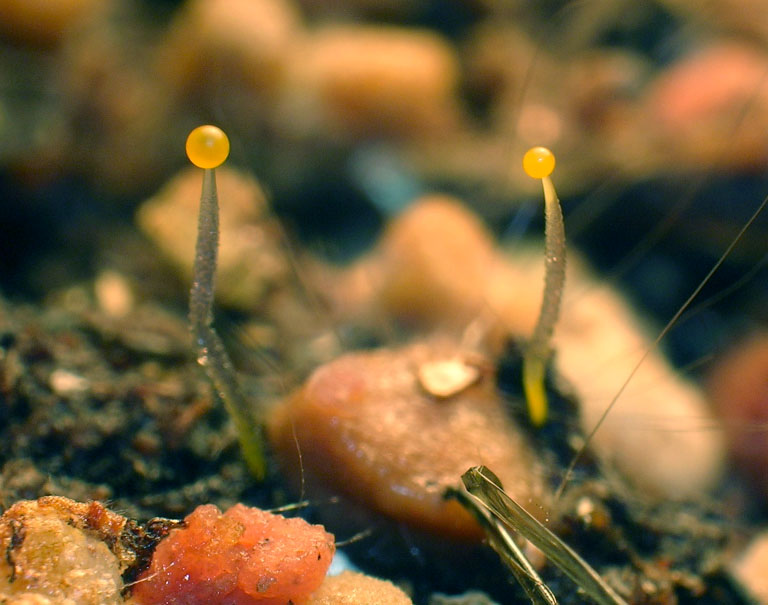
Phycomyces thuộc Zygomycota mọc lên từ một miếng cá
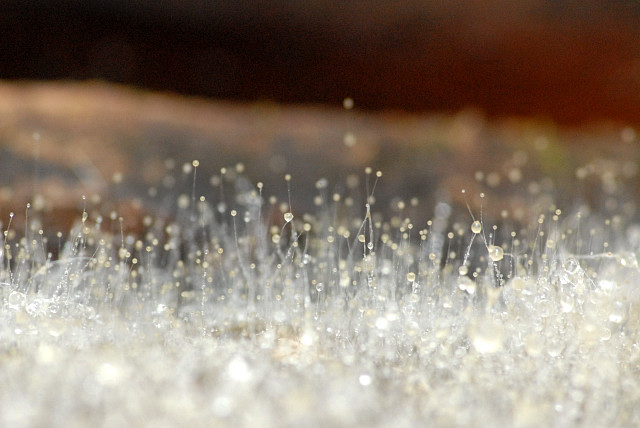
Nấm bệnh Mucor mucedo (thuộc Zygomycota) trên thực vật
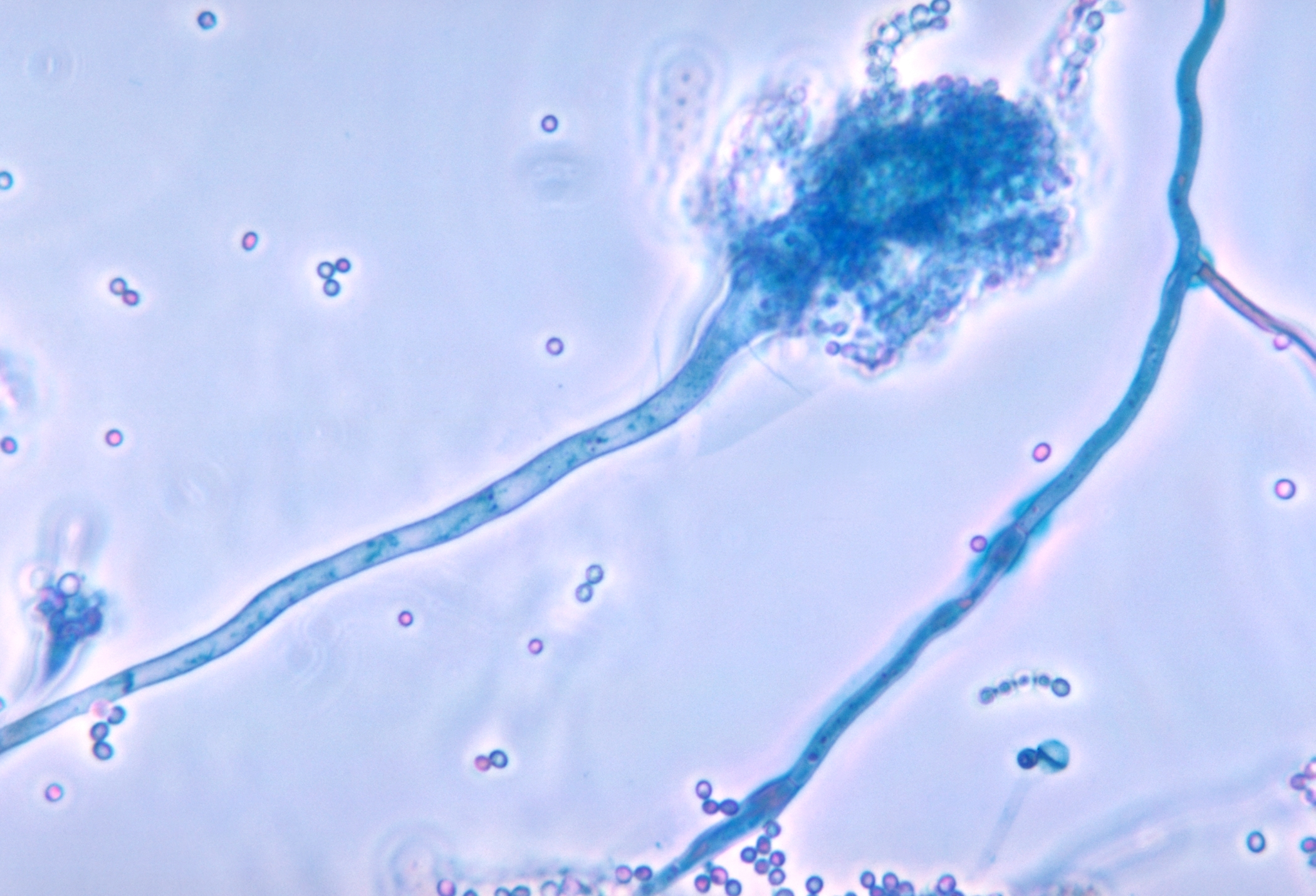
Nấm Aspergillus fumigatus với các bào tử nang
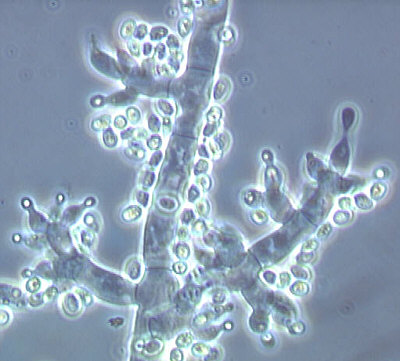
Trichoderma fertile thuộc Ascomycota
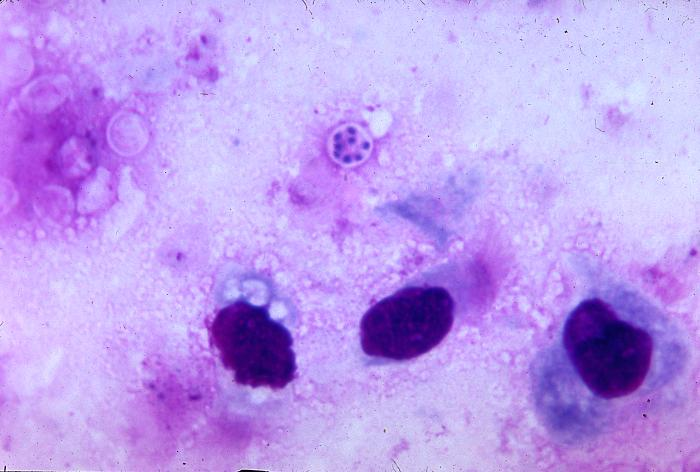
Pneumocystis carinii gây bệnh viêm phổi ở người
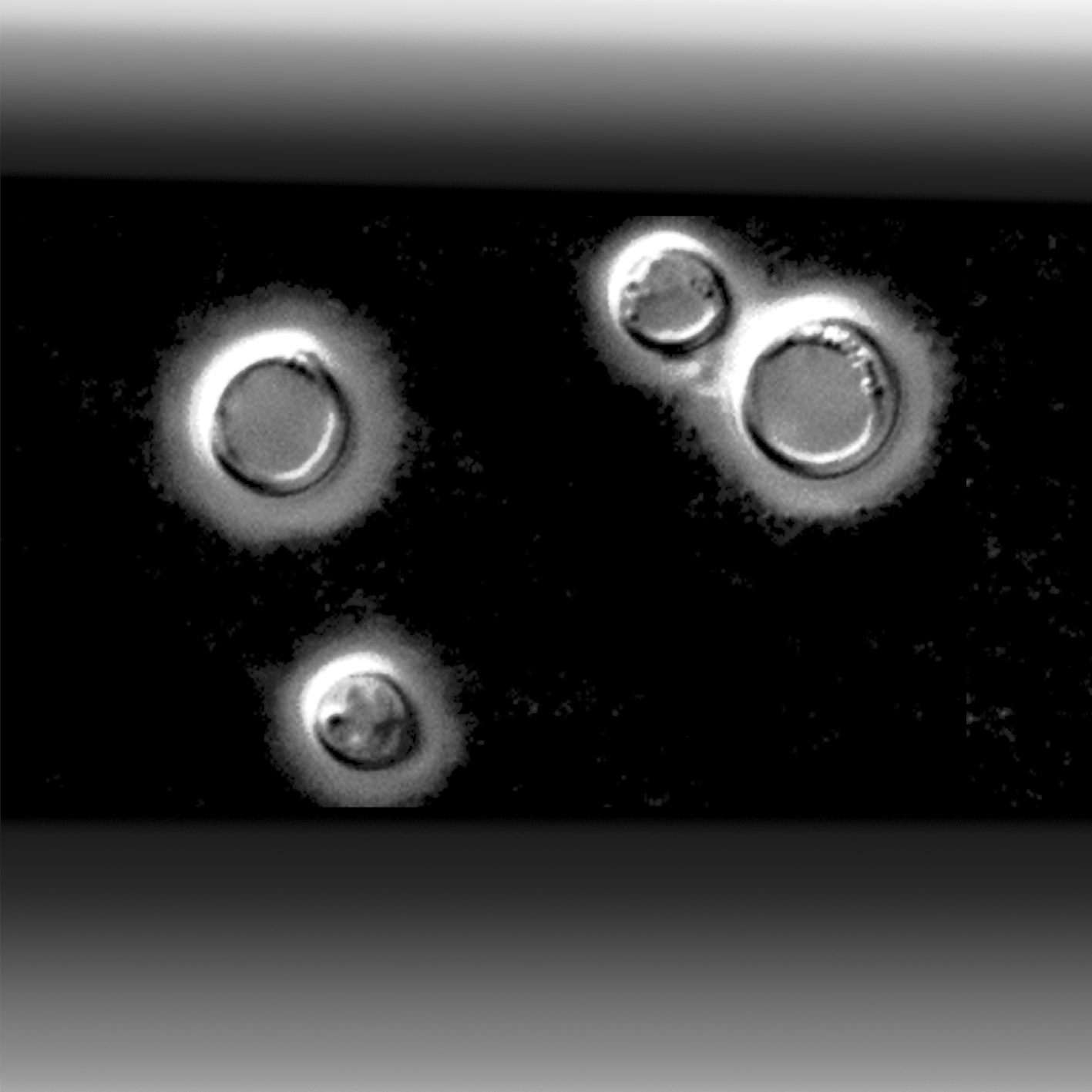
Cryptococcus neoformans với lớp màng polysaccarit ở nhiệt độ 37 °C
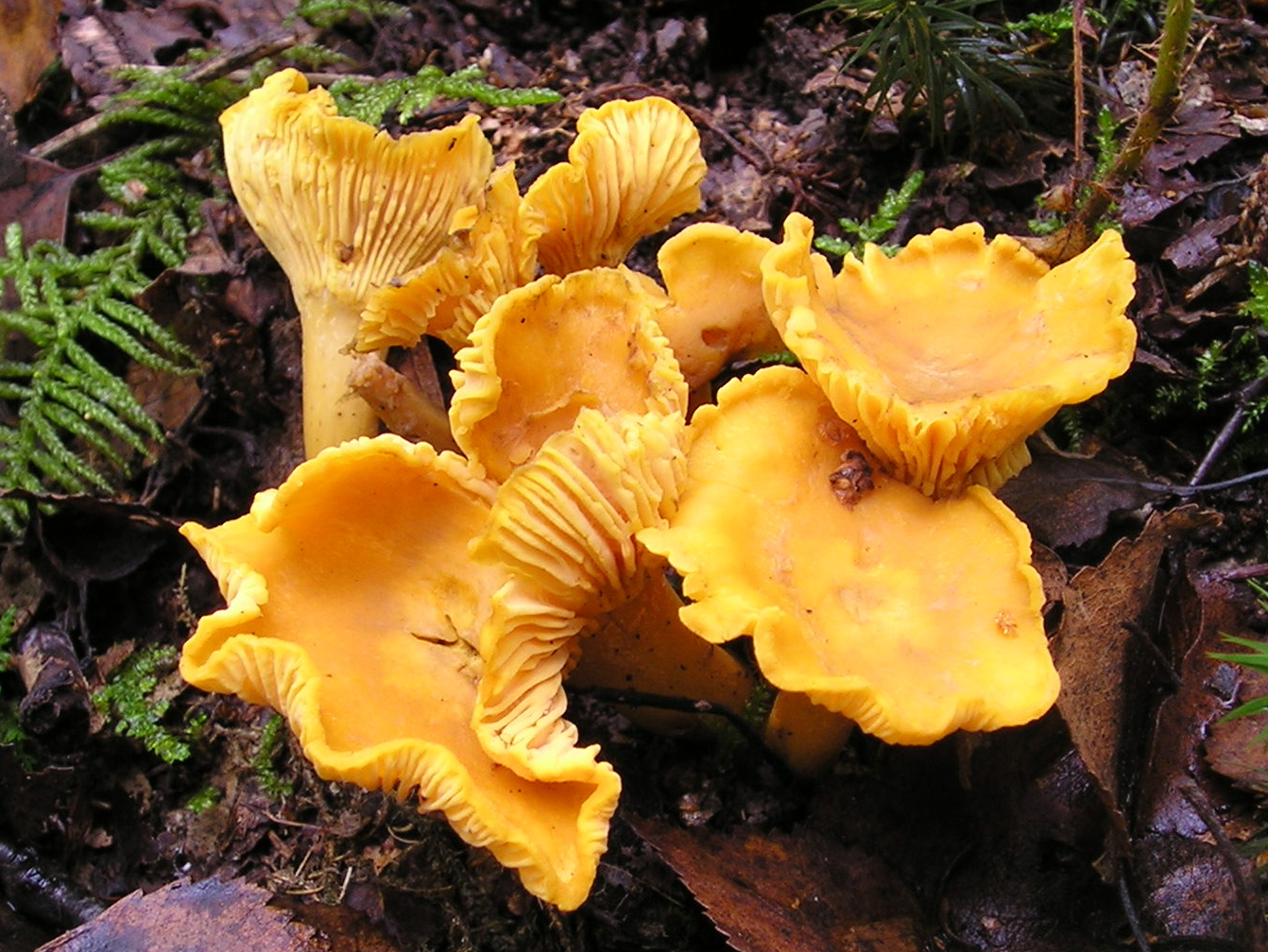
Nấm mồng gà (Cantharellus) thuộc Basidiomycota
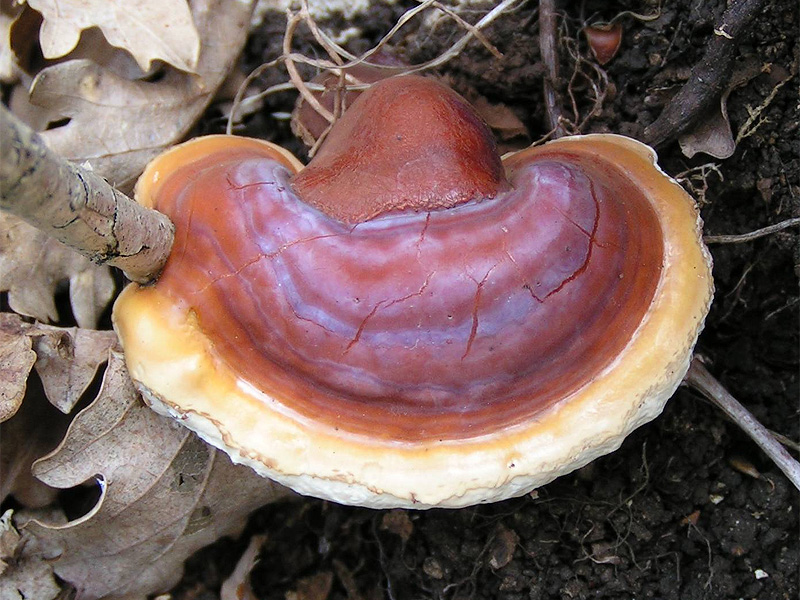
Nấm linh chi (Ganoderma lucidum) được sử dụng trong y học phương Đông từ lâu đời
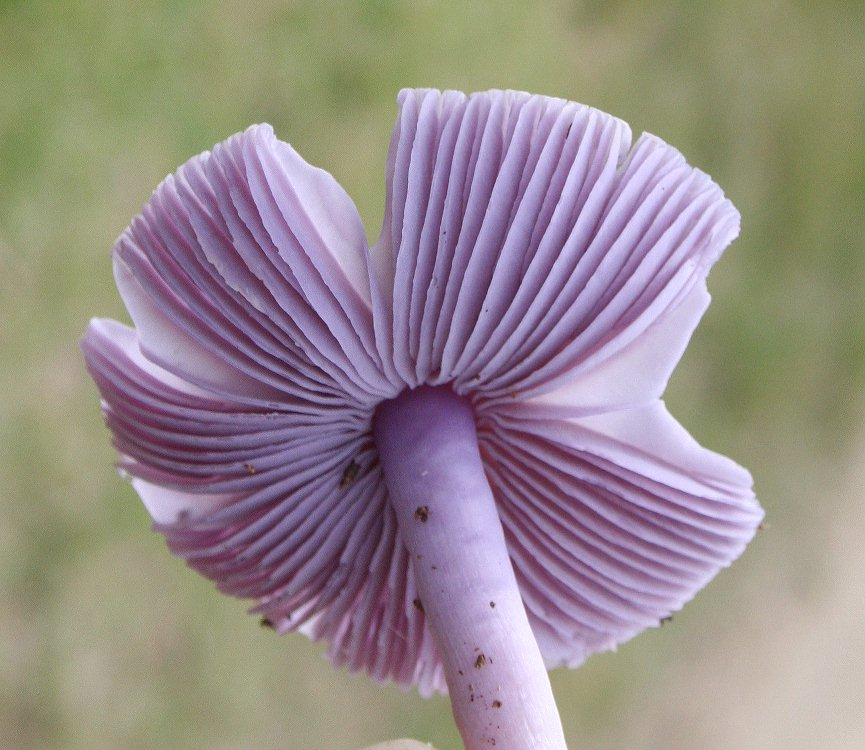
Humidicutis lewelliniae thuộc Basidiomycota